# Старый Посад (Верещагинский район)
Старый Посад — деревня в составе Верещагинского городского округа в Пермском крае.

## Географическое положение
Деревня расположена в центральной части округа, примыкая с запада к селу Вознесенское.

## Климат
Климат умеренно-континентальный. Зима обычно снежная, продолжительная; лето короткое, умеренно-теплое. Средняя годовая температура воздуха около +1,3C°. При этом средняя температура июля, как самого теплого месяца в году +17,7 C°, а января, как наиболее холодного,-15,6 C°. Наибольшее количество осадков приходится на июль — август, наименьшее — на февраль — март. Устойчивый снежный покров в поселении появляется в конце октября — начале ноября, как правило, после наступления морозов. Глубина промерзания почвы в среднем, колеблется от 30 до 150 см.

## История
Деревня до 2020 года входила в состав Вознесенского сельского поселения Верещагинского района. После упразднения обоих муниципальных образований входит непосредственно в состав Верещагинского городского округа.

## Население
Постоянное население составляло 90 человек в 2002 году (100 % русские).
| 2010 |
| ---- |
| 79   |